# Rehue

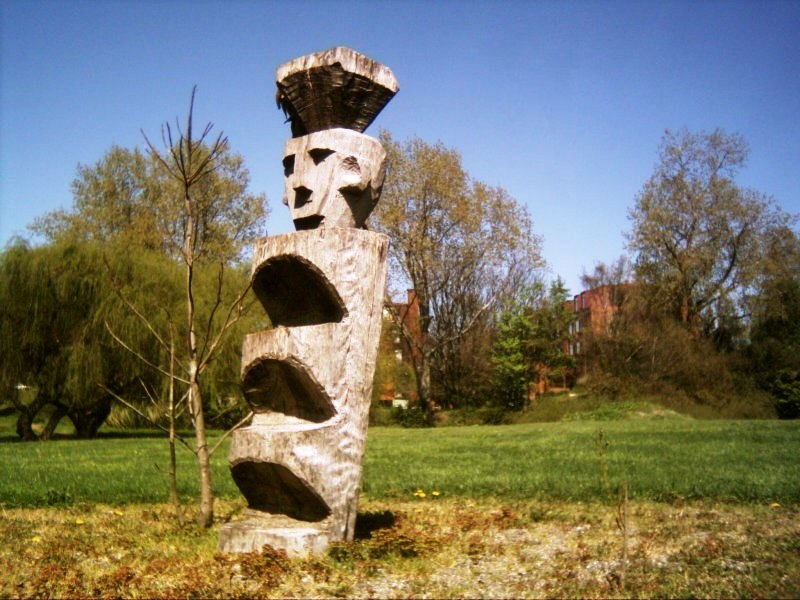
Un rewe en Valdivia, Chile.

El rehue (del mapudungún rewe) es un altar utilizado por los mapuches en muchas ceremonias.

## Características
Un rewe o kemukemu es un tótem o tronco escalonado clavado en la tierra, que puede estar rodeado por ramas de canelo –árbol sagrado mapuche– ubicadas en fila y adornadas con banderas blancas, celestes, amarillas, negras. En algunas ocasiones la cima tiene una representación de un rostro humano. Simboliza la conexión con el cosmos. El rehue es un símbolo de gran importancia que se usa en celebraciones importantes como en el machitún, guillatún, We Tripantu (año nuevo mapuche), entre otros.

## Unidad social
En otros tiempos se conocía como "rehue" o "regua" (en las crónicas coloniales) a una pequeña agrupación de familias que ocupaban un mismo territorio y compartían el mismo rehue, ubicado en las inmediaciones de la residencia de su lonco (jefe). En este uso la palabra rewe sería equivalente a lof o levo que corresponde a una forma básica de organización social mapuche.
Nueve de estas unidades formaban el aillarehue (ayllarewe, nueve rehues), una pequeña confederación de linajes que domina una comarca o provincia.